# Куліч
Кулі́ч (рос. кулич від грец. κόλλιξ) — великодній хліб, виготовлений з пшеничного борошна, вершкового масла, яєць, молока або вершків, цукру, свіжих дріжджів. Назва поширена в російській кухні. На півдні Росії куліч часто називають паскою. Хоча для більшості росіян паска — це виріб, зроблений із кисломолочного сиру. 
Білоруським, грузинським, словацьким і українським аналогом куліча є паска; польським — великодня баба; грецьким і вірменським — цурекі; італійським — великодня голубка та піца; болгарським, македонським, румунським і сербським  — козунак та інші.

## Підготовка
Традиційно після Великоднього богослужіння православний священник благословляє куліч, покладений у кошик та прикрашений різнокольоровими квітами. Благословенний куліч їдять перед сніданком щодня. Будь-який залишок куліча, який не отримав благословення, їдять з пашкою на десерт.
Випікають куліч у високих циліндричних формах (металевих або паперових). При охолодженні куліч прикрашають білою глазур'ю, яка може трохи стікати по боках), та різнокольоровими квітами. Історично його часто подавали з сирною паскою з символом ХВ (від традиційного привітання Великодня Христос воскрес («Христос воскрес(е)»).
Куліч їдять лише між Великоднем та П'ятидесятницею.

## Рецепт

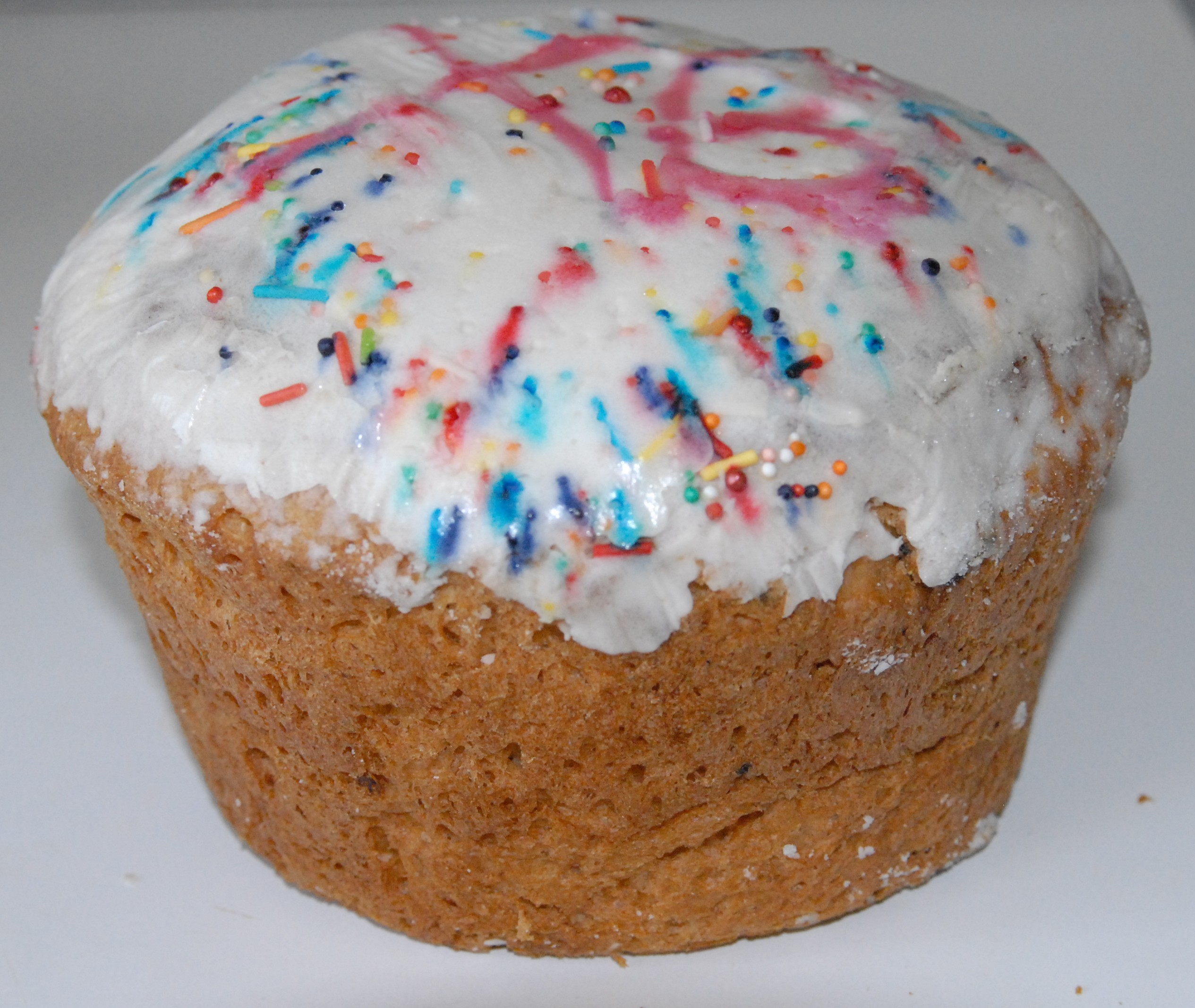
Домашній куліч

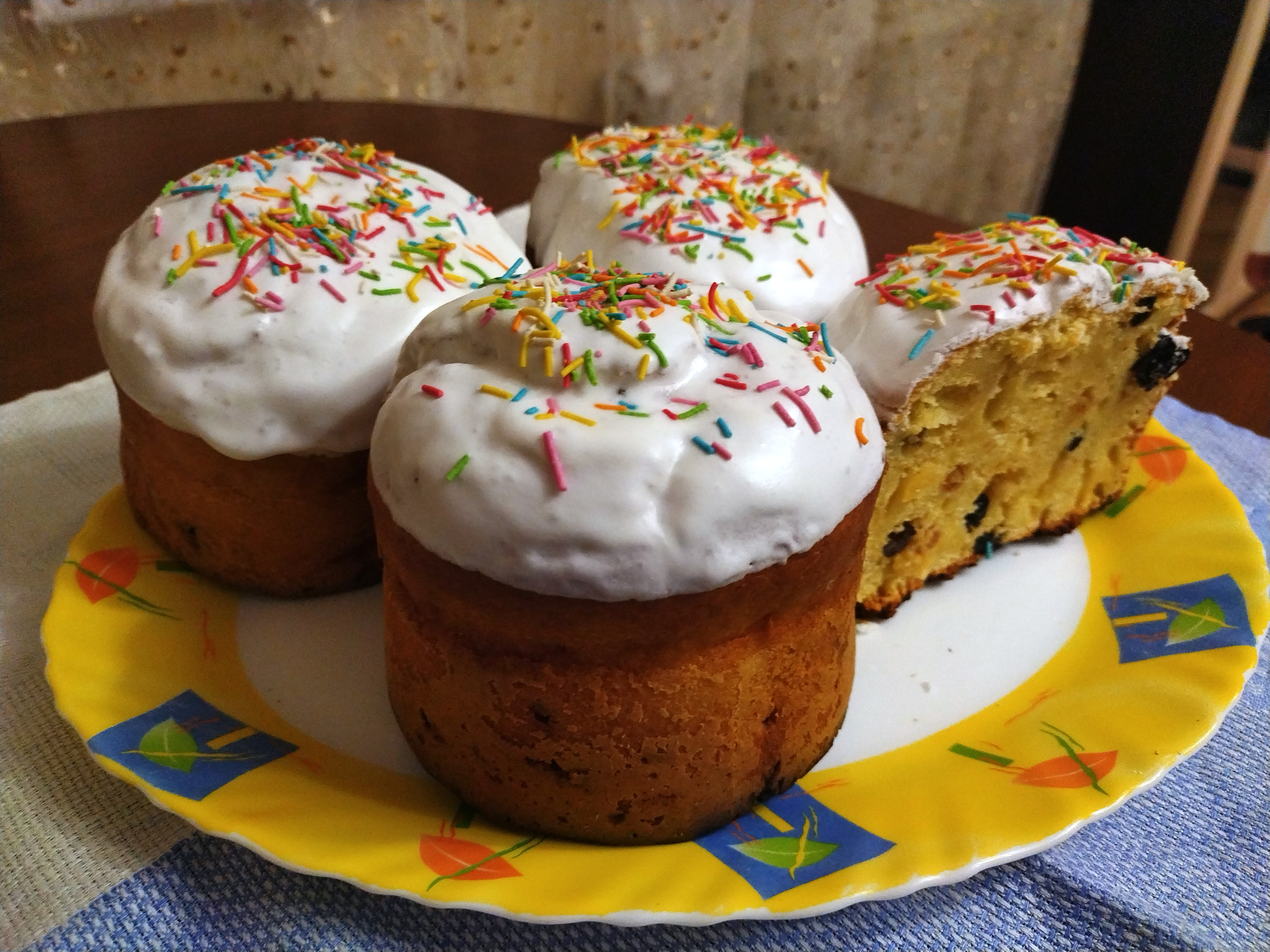
Великодні кулічі

| Інгредієнт               | Кількість  |
| ------------------------ | ---------- |
| Кисляк свіжий, не кислий | 1 л        |
| Цукор                    | 1 кг       |
| Яйця                     | 10 шт      |
| Жир домашній             | 0,5        |
| Сметана                  | 200 гр     |
| Ванілін                  | 1-2 пакети |
| Сіль                     | За смаком  |
| Дріжджі                  | За смаком  |

### Приготування
1. Спершу змішуємо разом кисляк, цукор, яйця, жир і дивимось, скільки в нас цього вийшло по об'єму. Потім розводимо і додаємо дріжджі магазинні, з урахування 2-2,5 ложки на 1 л.
2. Тоді додаємо борошно (обов'язково тепле) і замішуємо, поки тісто не стане густим. Залишаємо його в теплому місці на ніч. Уранці все ще раз перемішуємо, ставимо у форми — і в піч.

Аби куліч був гарним і блискучим, перед тим як ставити його пекти, йому необхідно помазати сирим яйцем. Прикрасити такий куліч можна збитими білками з цукром (тоді їх треба ще трохи запекти в печі), а зверху ще й присипати кольоровою присипкою.

## Галерея

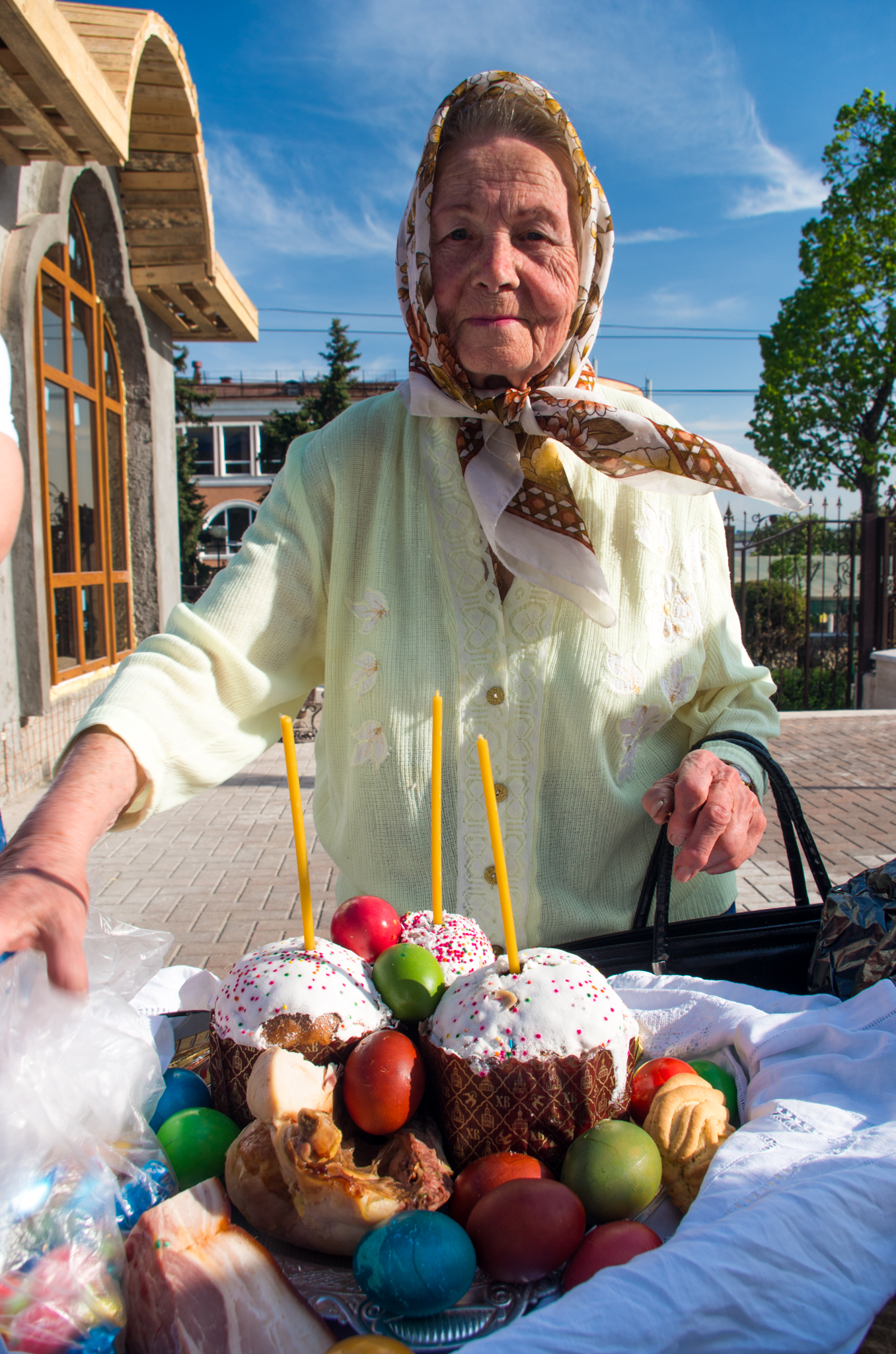
Літня жінка з кулічем та різнокольоровими крашанками, Ставропольський край
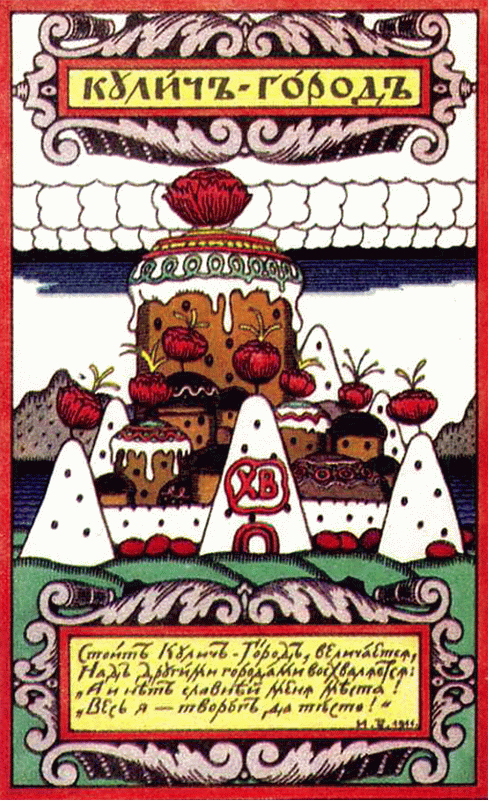
Ця ілюстрація Івана Яковича Білібіна з Росії використовує дореволюційну ортографію, яку можна перекласти на сучасну версію в стилі "Місто куліч стоїть, прославляючи себе; Хвалиться над іншими містами; Немає іншого місця, крім мене!; Бо я весь кварк і тісто! ХВ — Христос воскрес!
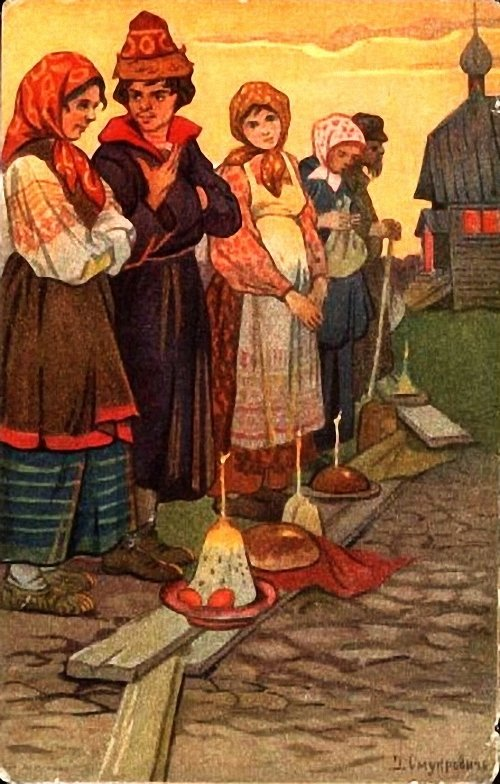
Картина людей з великодніми хлібами
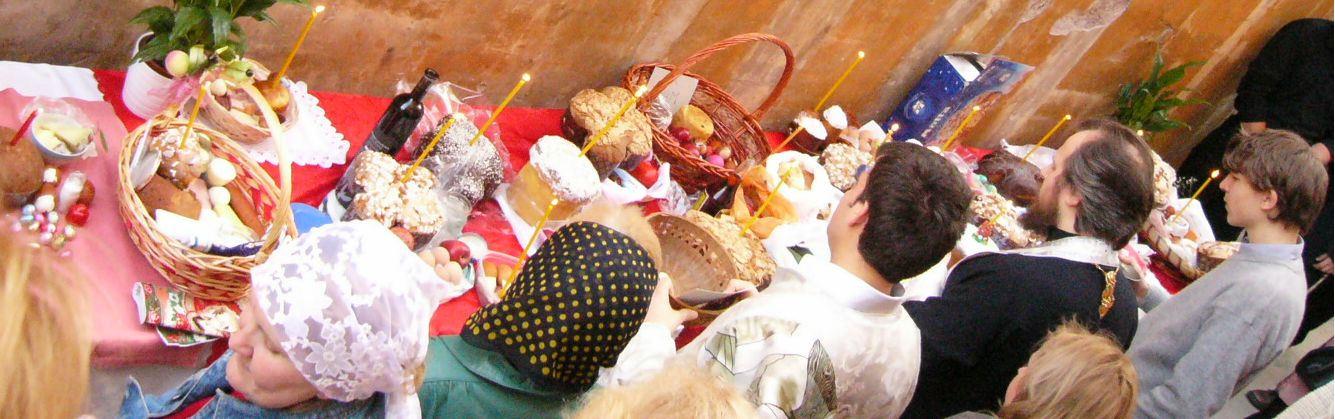
Священник православної церкви Риму (другий справа) благословляє великодні продукти, освячуючи кулічі, яйця та вино
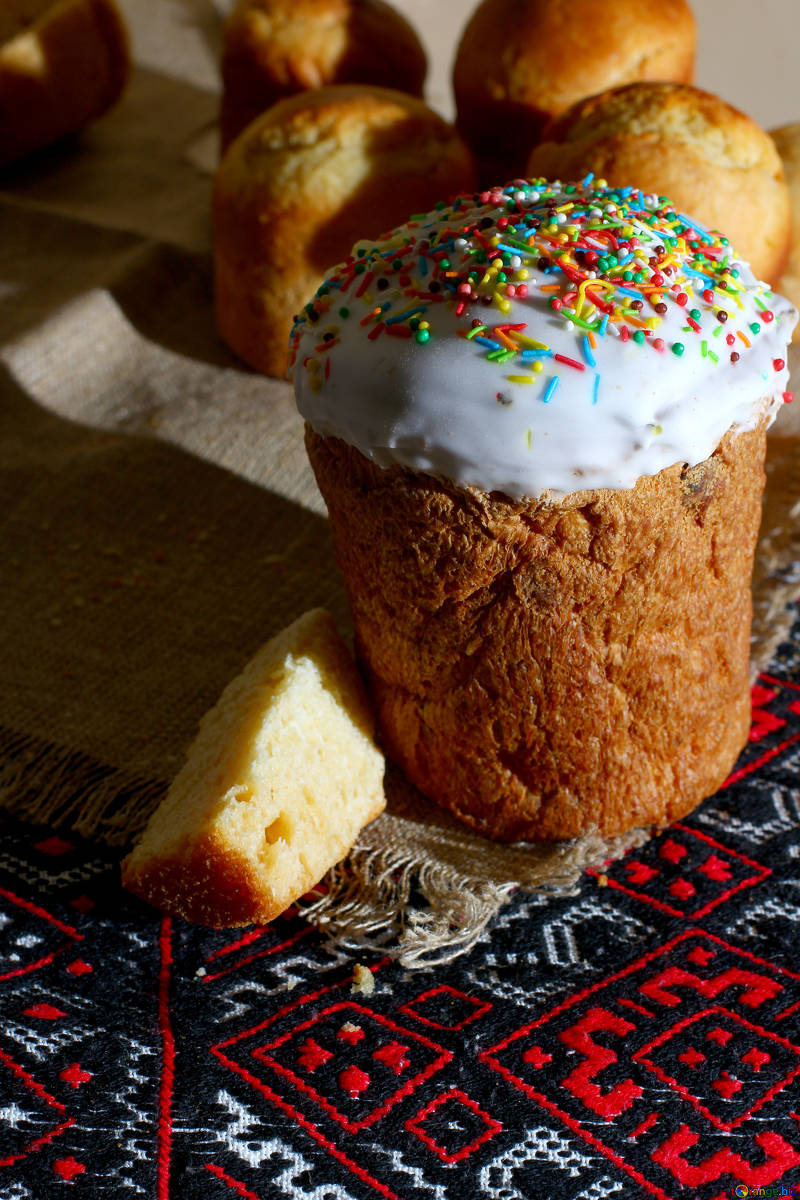